# Epigenetika

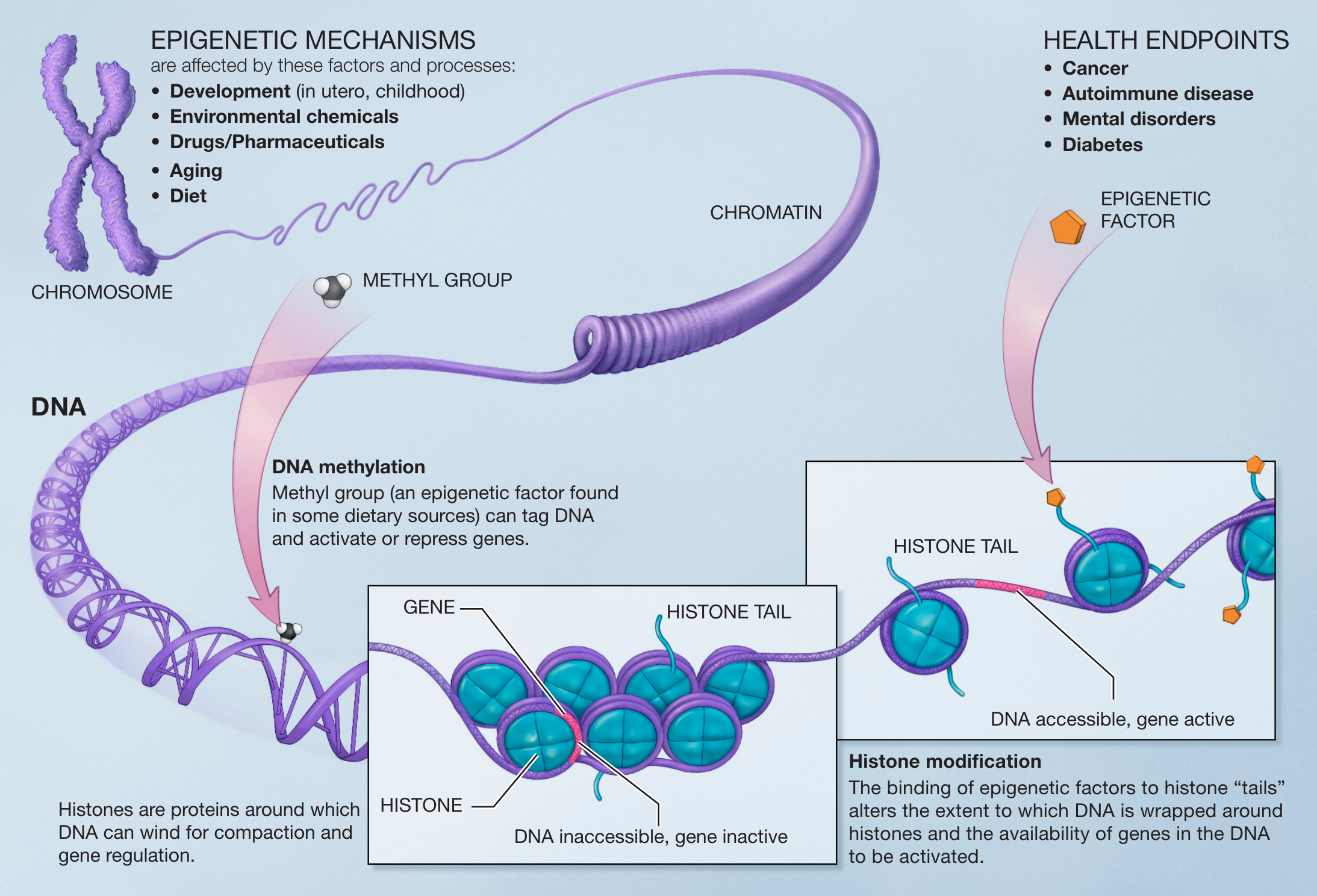
Plakát znázorňující dva typické příklady epigenetických procesů, methylace DNA a acetylace histonů

Epigenetika (od slova επί/mimo genetiku) je v moderním slova smyslu vědní podobor genetiky, jenž studuje změny v genové expresi (a tedy obvykle i ve fenotypu), které nejsou způsobeny změnou nukleotidové sekvence DNA. Také epigenetické jevy mohou být děděny z buňky na buňku a z generace na generaci, tedy jak při mitóze, tak při meióze. Genom včetně epigenetických změn se označuje jako epigenom.
Při studiích je také třeba prokázat interakci genů s danými proteiny. A u proteinů popsat mechanismus, jakým ovlivňují zkoumanou vlastnost.

## Příklady
Často jde o různé změny v chromatinu nebo v prionových proteinech, někdy se však týká epigenetika i složitých tělních struktur. Typickým příkladem je methylace DNA. Methyly navázané na určitých místech molekuly DNA mají významný vliv na diferenciaci buněk a umožňují exprimovat (vyjádřit) genom v různých buňkách odlišně. Může to vést až k úplné odlišnosti jedinců se stejným jaderným genomem (jako příklad může sloužit včelí matka a dělnice, obě s plně identickou genovou sekvencí, ale se vzájemnými rozdíly v methylaci až 550 genů). Epigeneticky se předávají i některé modifikace histonových proteinů. Rovněž genomický imprinting (jev, při kterém záleží, zda byl gen zděděn od otce či od matky) je v podstatě epigenetický. (Názorným příkladem je nápadná morfologická, anatomická i etologická odlišnost samice muly a samice mezka – třebaže mají naprosto stejné chromozomy jaderné DNA). Jiným příkladem je dědění určitých struktur, které nevznikají de novo: to se týká třeba semiautonomních buněčných organel. Jejich stavba je závislá do velké míry na tom, jaké proteiny se vyskytovaly v membránách jejich předků.
Výzkum epigenetických procesů se bouřlivě rozvíjí, zejména proto, že byl dán do souvislosti s řadou onemocnění včetně rakovinného bujení  a šířením civilizačních chorob. Epigenetické znaky by zřejmě mohly vytvářet i jednoduchou „dědičnou paměť“. Epigenetické jevy jsou také jednou z příčin stárnutí (senescence) .